# Coenagrion scitulum
Agrion mignon
Espèce
Synonymes
- Agrion scitulum Rambur, 1842[1],[2]
- Coenagrion distinctum Rambur, 1842[3],[2]

Statut de conservation UICN

LC : Préoccupation mineure
Coenagrion scitulum, l'Agrion mignon, est une espèce d'insectes odonates zygoptères (demoiselles) de la famille des Coenagrionidae et du genre Coenagrion, originaire d'Europe du Sud, vivant auprès des eaux stagnantes.

## Systématique
L'espèce Coenagrion scitulum a été décrite pour la première fois en 1842 par l'entomologiste français Pierre Rambur sous le protonyme d’Agrion scitulum.

## Description

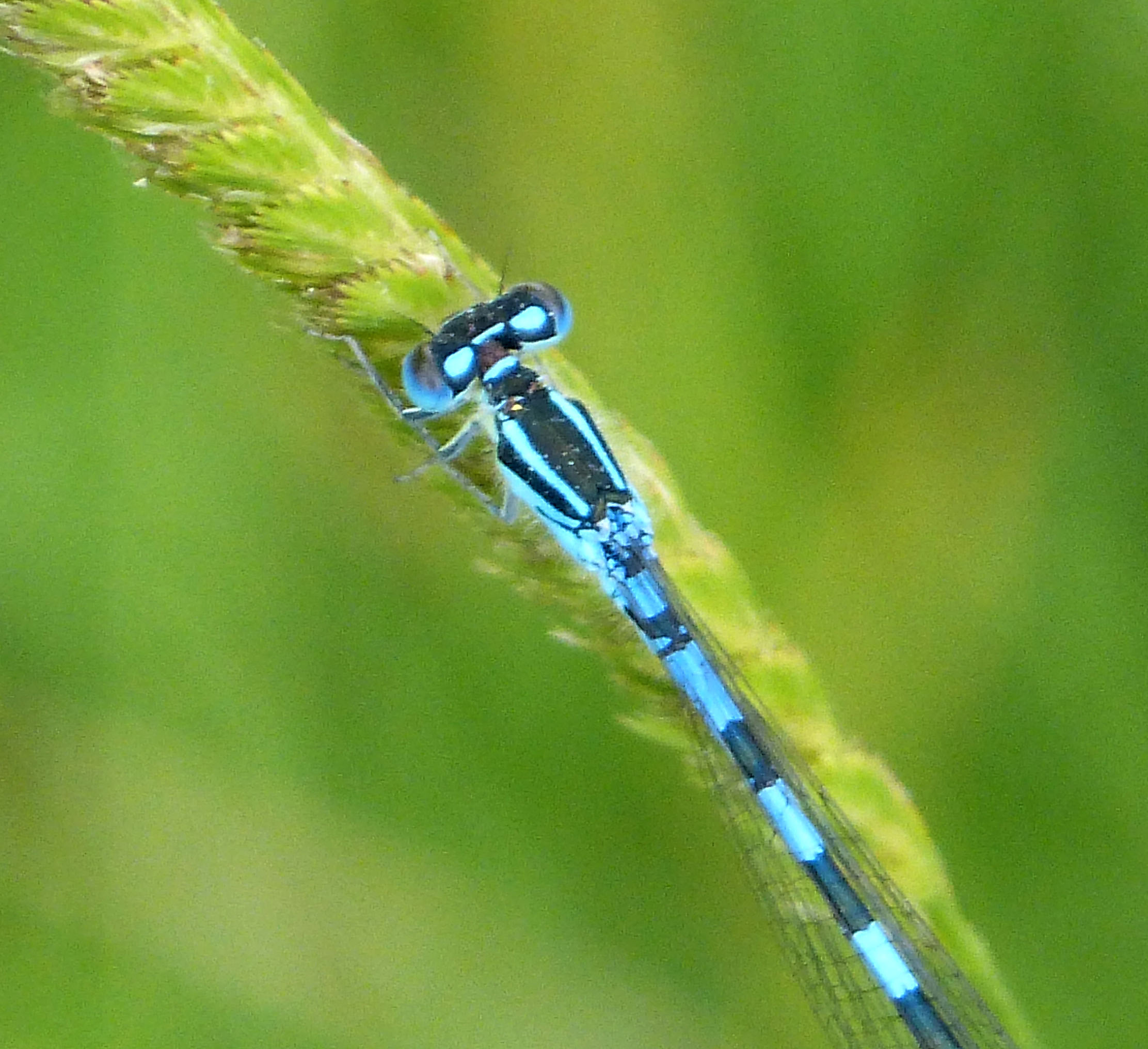
Agrion mignon, vu du dessus.

### Morphologie
L'abdomen du mâle mesure 20–27 mm ; celui de la femelle 21–26 mm. Les ailes postérieures du mâle mesurent 14–19 mm ; celles de la femelle mesurent 15–20 mm.
Le corps est bleu et noir, parfois vert chez la femelle. Chez le mâle, le dessin typique du deuxième segment de l’abdomen est en forme de U large à la base et connecté à l’extrémité du segment, rappelant la tête d’un chat. Les cercoïdes sont plus longs que les cerques. Les ptérostigmas sont de couleur brun pâle. Les ailes sont repliées au repos.

### Confusions possibles
L'espèce est très proche de Coenagrion caerulescens. La forme du prothorax des femelles et les appendices abdominaux des mâles sont caractéristiques. 

## Biologie et écologie

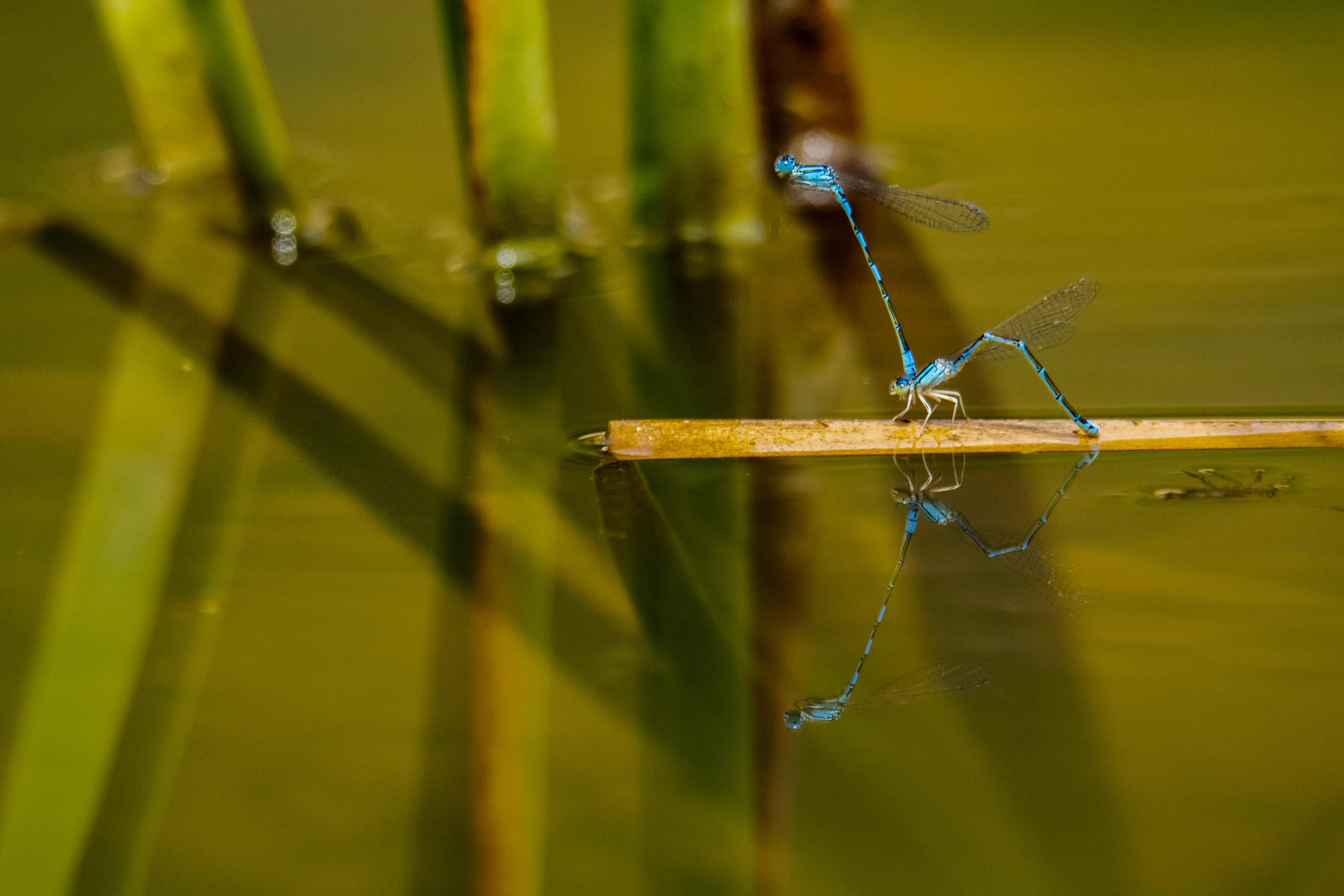
Accouplement d'Agrions mignons.

Cette espèce se trouve dans les eaux stagnantes bien ensoleillées avec une abondance de plantes aquatiques comme les myriophylles. Les habitats typiques sont les étangs, les mares et les marais mais elle peut également occuper certains bassins artificiels. Après l’accouplement, la ponte est effectuée en tandem avec le mâle dressé à la verticale. La phase larvaire dure de 6 mois à un an.

## Habitats
L'Agrion mignon a une large gamme d'habitats. Elle vit dans les eaux dormantes de surface, les lacs, étangs et mares mésotrophes permanents, les dunes côtières et rivages sableux, les lacs, étangs et mares eutrophes permanents, les plans d'eau construits très artificiels et les structures connexes, les pannes dunaires mouilleuses et humides, les eaux courantes de surface, les cours d'eau permanents non soumis aux marées, à débit régulier, les habitats côtiers, les zones bâties, sites industriels et autres habitats artificiels, les eaux stagnantes très artificielles non salées, les eaux de surface continentales. On la trouve jusqu'à une altitude de 2 000 mètres.

## Répartition
L'Agrion mignon a pour aire de répartition le Sud de l'Europe, du Portugal à l'Iran, particulièrement bien représenté en France et en Belgique.